# Jack Maxsted
Jack Maxsted (Surrey, 30 de abril de 1916 — Bath, setembro de 2001) é um diretor de arte britânico. Venceu o Oscar de melhor direção de arte na edição de 1972 por Nicholas and Alexandra, ao lado de John Box, Ernest Archer, Gil Parrondo, Vernon Dixon.